# Broadway (微处理器)

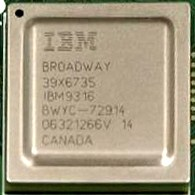
IBM百老匯

Broadway是游戏主机Nintendo Wii使用的MPU的研发代号。基于IBM的PowerPC750CL，運作頻率729MHz。

## 性能諸元
- 90奈米製程
- POWER 微處理器核心，特別為Wii遊戲平台修改處理器架構
- IBM絕緣矽製程技術
- 與GameCube使用的Gekko（英语：Gekko (microprocessor)）處理器向前相容
- 運作頻率729 MHz
- 32位元整數運算
- 64位元浮點數運算，或兩個32位元SIMD運算
- 64KB 一級快取記憶體 (32KB 指令 + 32KB 資料)
- 256KB 二級快取記憶體

### 外部匯流排
- 64位元
- 運作頻率243Mhz (30.375Mhz x8)
- 每秒頻寬 1.944 Gbits (31.104 MBytes)